# Lantanita-(La)
La lantanita-(La) és un mineral de la classe dels carbonats. Rep el seu nom en al·lusió a la seva composició, que conté elements de sèrie dels lantànids, amb lantani (La) com a element dominant.

## Característiques
La lantanita-(La) és un carbonat de fórmula química (La,Ce)₂(CO₃)₃·8H₂O. Cristal·litza en el sistema ortoròmbic. Els cristalls són en forma de plaques, aplanats en {010}, amb un contorn romboïdal, d'aproximadament 5 mil·límetres. Comunament es troba com una escorça pulverulenta. La seva duresa a l'escala de Mohs es troba entre 2,5 i 3. És una espècie isostructural amb la lantanita-(Ce) i la lantanita-(Nd).
Segons la classificació de Nickel-Strunz, la lantanita-(La) pertany a «05.CC - Carbonats sense anions addicionals, amb H₂O, amb elements de terres rares (REE)» juntament amb els següents minerals: donnayita-(Y), ewaldita, mckelveyita-(Y), weloganita, tengerita-(Y), kimuraïta-(Y), lokkaïta-(Y), shomiokita-(Y), calkinsita-(Ce), lantanita-(Ce), lantanita-(Nd), adamsita-(Y), decrespignyita-(Y) i galgenbergita-(Ce).

## Formació i jaciments
És un mineral secundari poc freqüent, format normalment per l'alteració i la meteorització de minerals que contenen elements de terres rares. Sol trobar-se associada a l'allanita-(Ce). Va ser descoberta a les mines de Bastnäs, a Riddarhyttan (Västmanland, Suècia).